# Souhvězdí Pravítka
Pravítko je souhvězdí na jižní obloze.

## Významné hvězdy
| Hvězda | Jméno  | Hvězdná velikost |
| ------ | ------ | ---------------- |
| γ² Nor | γ² Nor | 4m               |